# Edson Silva (ator)
Édson Alves da Silva (Juiz de Fora, 25 de outubro de 1937) é um ator brasileiro. Atua no cinema e teatro.
No cinema atuou nos filmes: "Mineirinho, vivo ou morto", "Carnaval Barra Limpa", "Quem Matou Pacífico" entre outros.
Na televisão, atuou em: Teatrinho Trol, Fogo Sobre Terra, Sítio do Picapau Amarelo, Bebê a Bordo, História de Amor, Por Amor, Laços de Família, e muitos outros trabalhos. Fez uma participação como Severino em Senhora do Destino, no ano de 2004, sua última aparição na TV, Sofrendo de Cegueira deaposentando-se no ano seguinte.
No teatro fez: Auto da Compadecida de Ariano Suassuna em 1962 ao lado de Agildo Ribeiro e Joana Fomm.
Na novela A Última Valsa, interpretou Toulouse-Lautrec. nas gravações, ficava de joelhos para gravar algumas cenas, sendo substituído em outras por um dublê anão.

## Televisão
| Ano  | Título                   | Papel                | Notas                 |
| ---- | ------------------------ | -------------------- | --------------------- |
| 1964 | O Acusador               | —                    |                       |
| 1969 | A Última Valsa           | Toulouse-Lautrec     |                       |
| 1973 | Shazan, Xerife & Cia.    | —                    |                       |
| 1974 | Fogo Sobre Terra         | Kalin                |                       |
| 1975 | Cuca Legal               | Vila (Vilaboim)      |                       |
| 1975 | Pluft, o Fantasminha     | pirata               |                       |
| 1977 | O Astro                  | Almeida (Almeidinha) |                       |
| 1977 | Sítio do Picapau Amarelo | —                    |                       |
| 1979 | Memórias de Amor         | Cláudio              |                       |
| 1979 | Plantão de Polícia       | —                    |                       |
| 1980 | Água Viva                | Lafayette            |                       |
| 1980 | As Três Marias           | Genésio              |                       |
| 1980 | Carga Pesada             | —                    |                       |
| 1980 | Sítio do Picapau Amarelo | Corretor de Imóveis  |                       |
| 1981 | Terras do Sem Fim        | Tonico Borges        |                       |
| 1982 | Sol de Verão             | Gaspar               |                       |
| 1982 | O Bem Amado              | —                    |                       |
| 1982 | Caso Verdade             | —                    |                       |
| 1983 | Voltei pra Você          | Pajé                 |                       |
| 1984 | Caso Verdade             | —                    |                       |
| 1985 | Um Sonho a Mais          | Jaime                |                       |
| 1986 | Dona Beija               | Honorato             |                       |
| 1986 | Mania de Querer          | Clóvis Tinoco        |                       |
| 1988 | Bebê a Bordo             | Severo               |                       |
| 1989 | O Sexo dos Anjos         | Jair                 |                       |
| 1990 | Gente Fina               | Gustavo (Gustavão)   |                       |
| 1990 | Rainha da Sucata         | Professor Palhares   | Participação especial |
| 1990 | Meu Bem Meu Mal          | Rômulo               |                       |
| 1994 | Você Decide              | —                    |                       |
| 1995 | História de Amor         | Ramiro               |                       |
| 1995 | Você Decide              | —                    |                       |
| 1996 | Você Decide              | —                    |                       |
| 1996 | Anjo de Mim              | Pingo                |                       |
| 1997 | Por Amor                 | Fonseca              |                       |
| 2000 | Laços de Família         | Heitor               |                       |
| 2002 | Brava Gente              |                      |                       |
| 2003 | Mulheres Apaixonadas     | Kléber               |                       |
| 2004 | Senhora do Destino       | Severino             |                       |

## Teatro
- 1952 - A Revolta dos Brinquedos
- 1952 - Antígona
- 1952 - Auto da Cananéa
- 1952 - Auto da Mofina Mendes
- 1952 - Édipo Rei
- 1952 - Espectros
- 1952 - Hécuba
- 1952 - João Sem Terra
- 1952 - Lázaro
- 1952 - O Noviço
- 1952 - Romeu e Julieta
- 1952 - Terra Queimada
- 1952 - Três Autos
- 1952 -  "João Sem Terra"
- 1952 -  "Terra Queimada"
- 1952 - Festival Tchekhov
- 1953 -  "A Falecida"
- 1953 - Joãozinho Anda pra Trás
- 1953 - O Idiota
- 1953 - O Noviço
- 1953 - Os Mortos Não Pagam Imposto
- 1953 - Treze Degraus Para Baixo
- 1953 - Hécuba
- 1954 - Um Raio de Sol
- 1954 -  "Hécuba"
- 1954 - Lampião
- 1955 -  "Color Revue"
- 1955 - "Do Tamanho de um Defunto"
- 1955 - Sinhá Moça Chorou
- 1956 - A Bela Madame Vargas
- 1956 -  Memórias de um Sargento de Milícias
- 1957 - O Telescópio
- 1957 -  "Pedro Mico"
- 1957 -  "Jogo de Criança"
- 1957 -   O Telescópio
- 1957 -  O Tempo e os Conways
- 1957 -  A Bela Madame Vargas
- 1958 -  "Os Sete Gatinhos"
- 1959 -  A Compadecida
- 1960 -  Teleteatro
- 1961 -  Pedro Mico
- 1962 - Disque M. para Matar
- 1962 - Auto da Compadecida
- 1963 - O Santo Milagroso
- 1964 - O Cunhado do Presidente
- 1964 - A Noite de 16 de Janeiro [4]
- 1965 -  "As Mãos de Eurídice"
- 1965 - O Santo Milagroso
- 1967 -  "A Úlcera de Ouro"
- 1970 - Maria Quitéria
- 1971 - A Última Estação
- 1977 - Os Pintores de Canos